# Château de l'Isle (Saint-Denis-en-Val)
Pour les articles homonymes, voir château de l'Isle.
Le château de l'Isle est un château français en ruine situé à Saint-Denis-en-Val, sur la rive sud de la Loire, dans le département du Loiret.
Le château est inscrit au titre des monuments historiques depuis 1925 et se trouve dans le périmètre de la région naturelle du Val de Loire inscrit au patrimoine mondial de l'Organisation des Nations unies pour l'éducation, la science et la culture (Unesco).
Au XVIe siècle, le château de l'Isle est la seigneurie des Groslot, une riche famille de tanneurs orléanais. Il est le pendant de l'hôtel Groslot édifié à la même époque dans le centre-ville d'Orléans. Il représente l'un des hauts lieux du protestantisme orléanais pendant les guerres de religion, avant d'être détruit par une crue de la Loire.

## Géographie
Les ruines du château de l'Isle sont situées dans la partie nord-est du territoire de la commune de Saint-Denis-en-Val, à l'angle des rues du Bailli Groslot et de l'Isle, sur la rive sud de la Loire, dans l'est de l'agglomération orléanaise, le département du Loiret, la région Centre-Val de Loire et la région naturelle du Val de Loire.
Elles sont notamment accessibles via l'itinéraire cycliste de La Loire à vélo.

## Histoire
La construction du château débute en 1530, à l'initiative du bailli d'Orléans Jacques Groslot, chancelier de Marguerite de Navarre et propriétaire de l’Île aux Bourdons, une terre isolée par les eaux seulement lors des crues et située dans l'enclave de la paroisse de Chécy. En 1535, Groslot se voit autorisé par le roi de France François Ier à construire un pont-levis.
Jacques Groslot résigna ses fonctions de bailli d’Orléans en 1545, 7 ans avant son décès ; elles étaient héréditaires et son fils Jérôme lui succéda. Celui-ci, calviniste, pris une part secondaire mais active dans les luttes pour le triomphe de la Réforme protestante. Il ouvrait notamment son château à ses coreligionnaires pour suppléer leurs temples démolis.
En 1560, arrêté avec Condé, Jérôme est sauvé par le décès de François II dans l’hôtel Groslot. Il se réfugie au château de l'Isle. Orléans est occupée par les armées protestantes en 1562 puis 1567.
En 1570, déchu et condamné pour crime de lèse-majesté, Jérôme Groslot est finalement gracié en 1571 à la faveur de la Paix de Saint-Germain-en-Laye, puis autorisé  par Charles IX à tenir un prêche dans son château de l’Isle. Cependant il périt à Paris en 1572 dans le massacre de la Saint-Barthélemy. Des huguenots sont massacrés au château de l'Isle et le protestantisme orléanais est décimé.
En 1620, du 24 au 28 avril, un débat de théologie protestante, sur la grâce, s'y tint avec, pour participants, Daniel Tilenus, Jean Cameron, Théophile Brachet de La Milletière et Louis Cappel.
En 1751, le domaine sort des propriétés des Groslot et de leurs descendants.
En 1794, François-Luc-Pierre Jacque de Mainville, négociant d'étoffes indiennes, devient propriétaire.
En 1829, le domaine de l’Isle qui appartient à Louët de Terrouenne, maire de Saint-Denis-en-Val, est en partie rattaché à cette commune.
En septembre 1866, les eaux de la Loire en crue font céder la levée à 150 mètres du château qui, déjà en mauvais état, est alors en grande partie détruit.
Le 30 juin 1925, le château de l'Isle est inscrit à l’inventaire supplémentaire des Monuments historiques.
Après une longue période d'abandon au cours de laquelle les ruines sont considérablement endommagées, l'association de sauvegarde du château de l’Isle créée en 2008 engage une action pour assurer la survie du monument notamment grâce à des travaux de stabilisation puis de préservation des ruines. L'association acquiert le château le 31 mars 2010.
Le 13 avril 2023, les ruines du château de l'Isle, en totalité, sont classées.

## Architecture
Le château est fait de pierres et de briques.

## Galerie

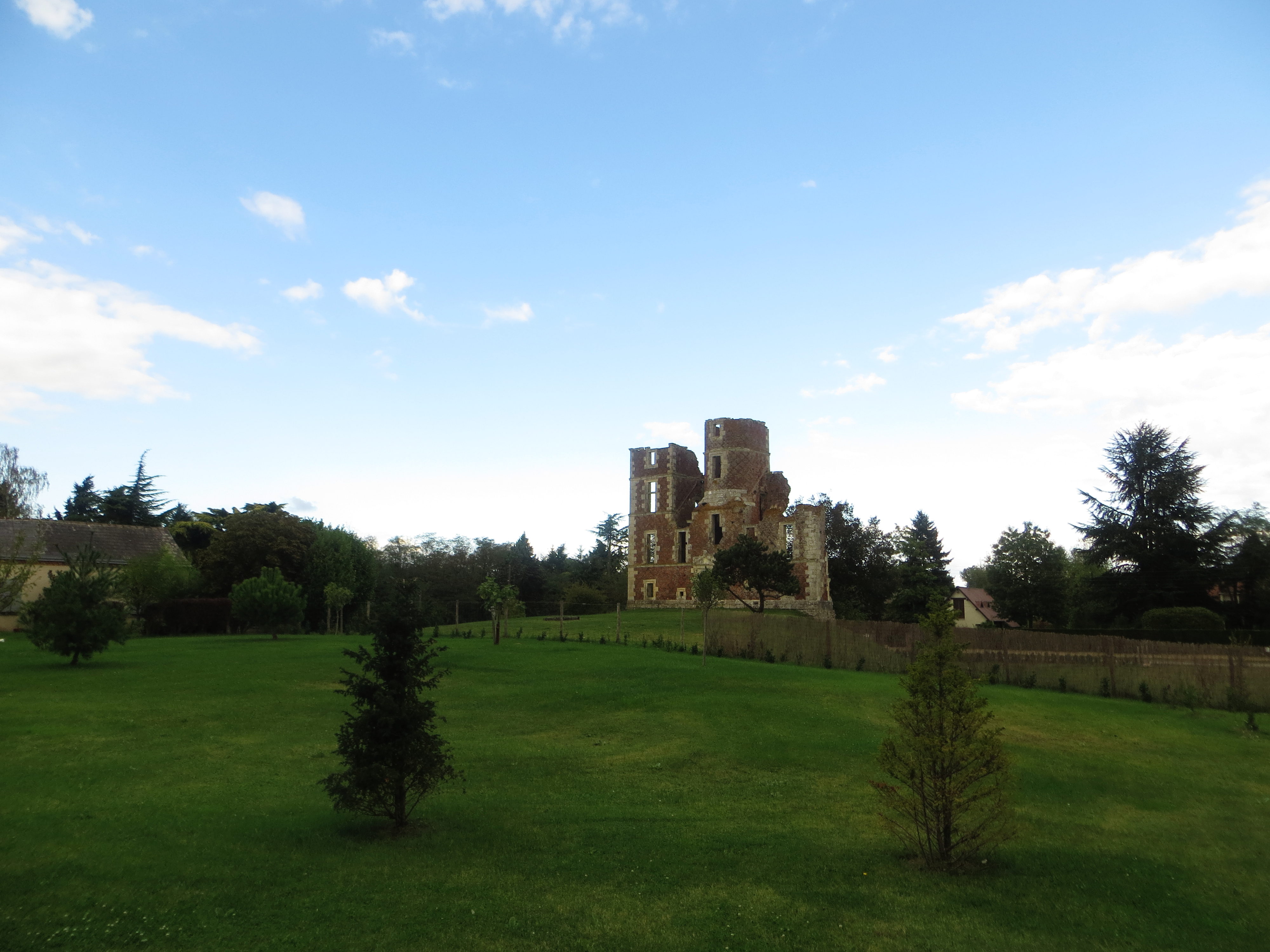
Plan large, devant le château.
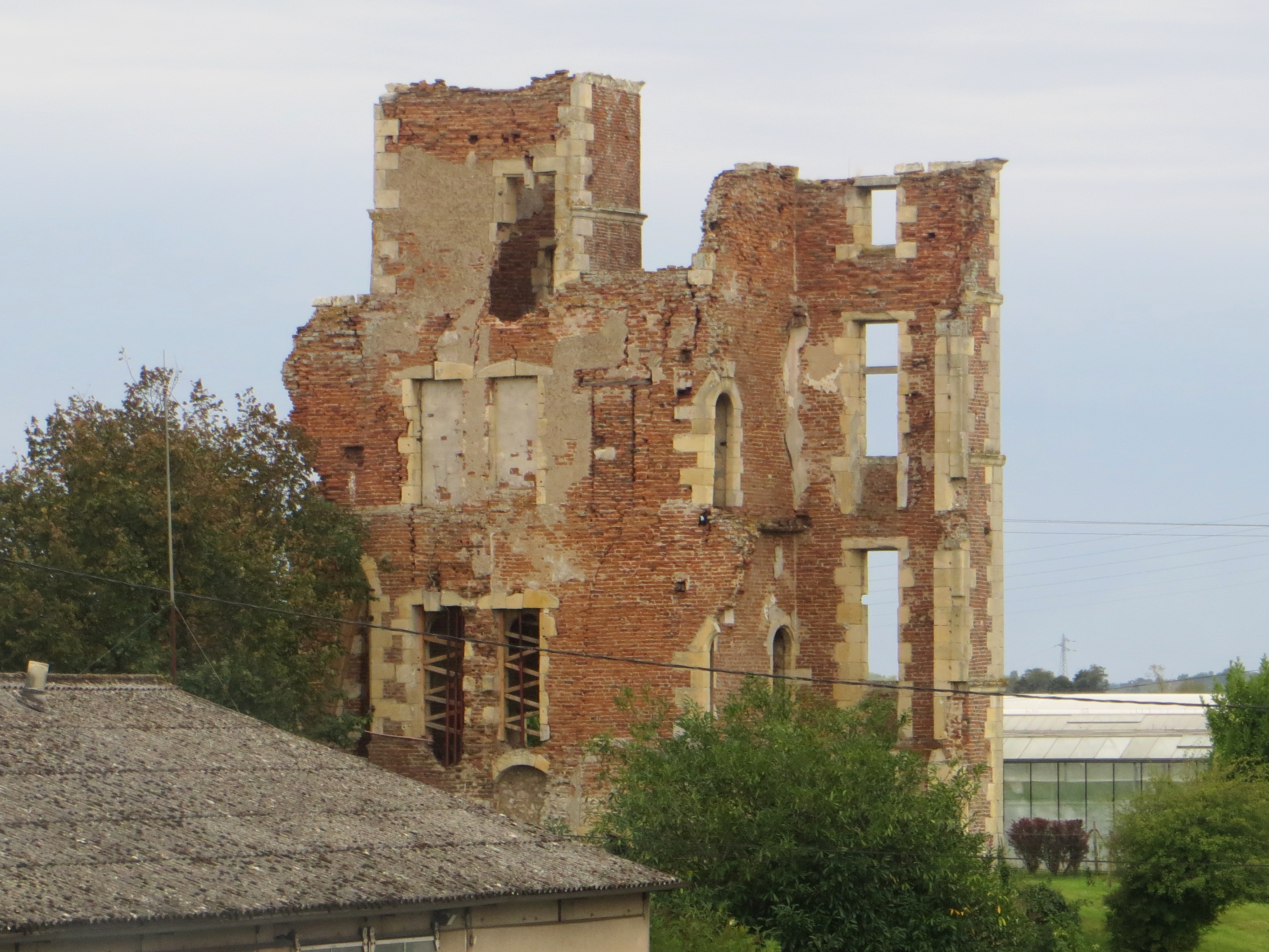
L'arrière du château, vu de la route empruntée par « La Loire à vélo ».
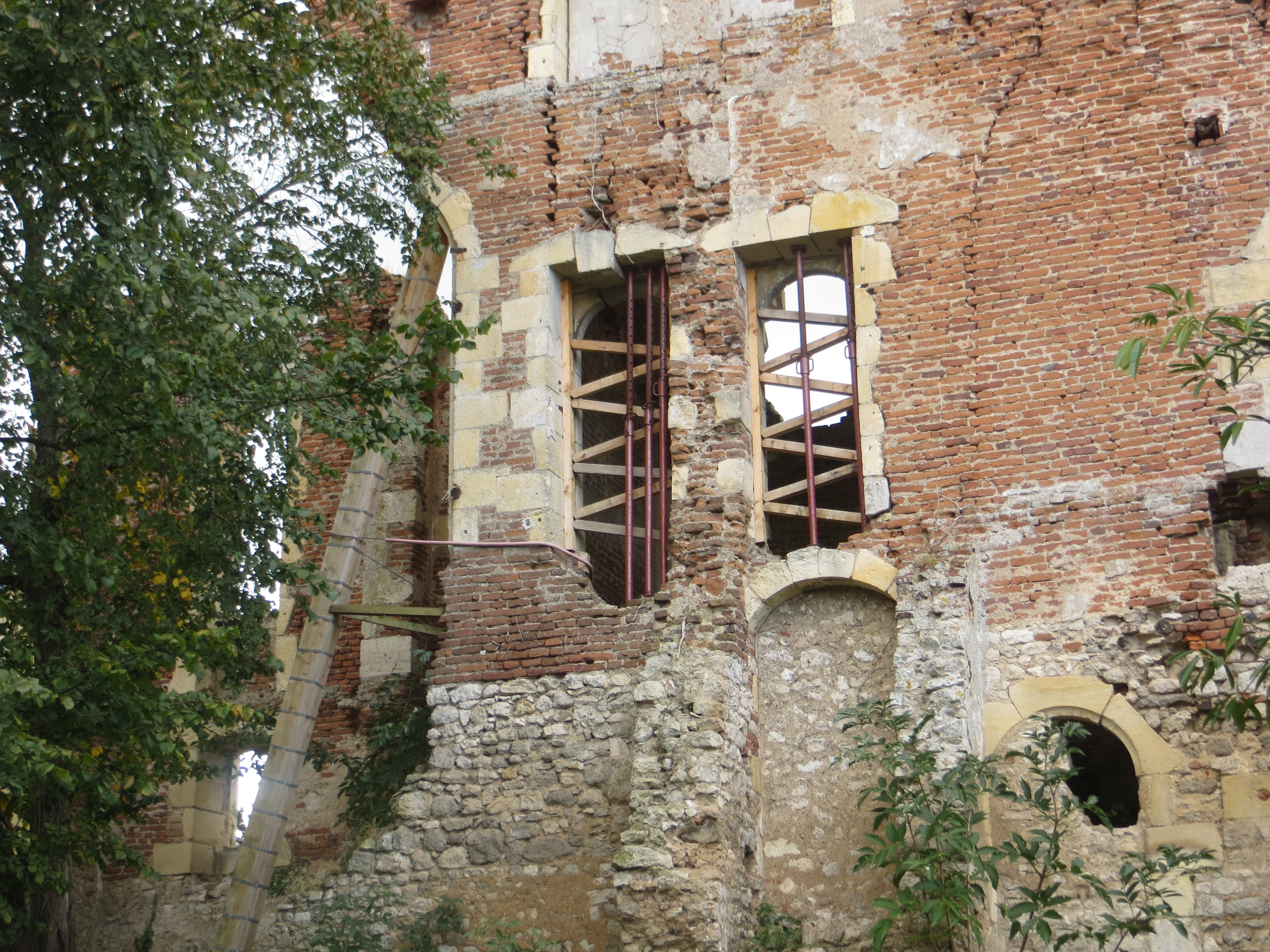
L'arrière, avec les consolidations effectuées.
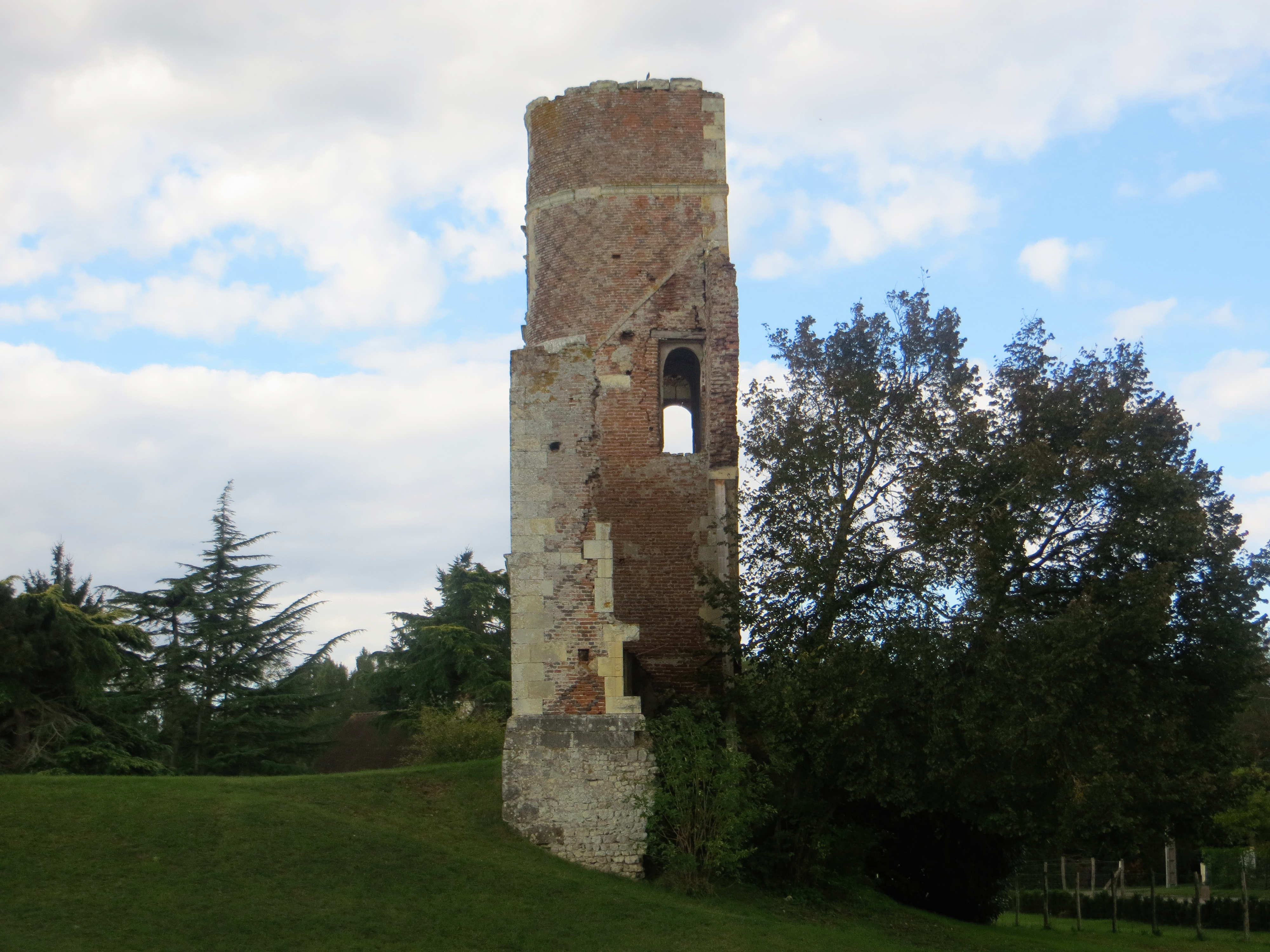
Le côté droit. On se rend compte de la « finesse » des ruines.
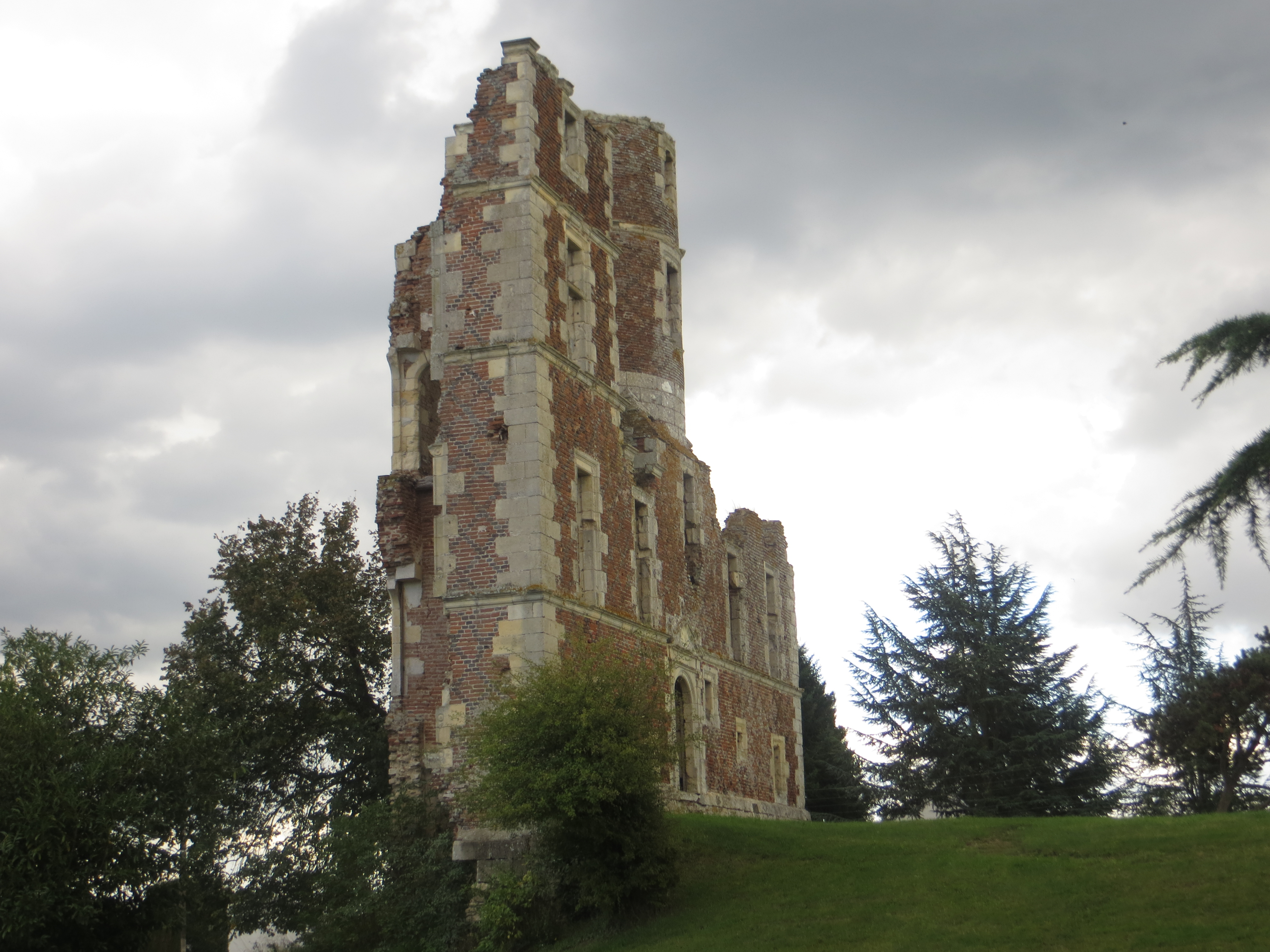
Le château vu du côté gauche.
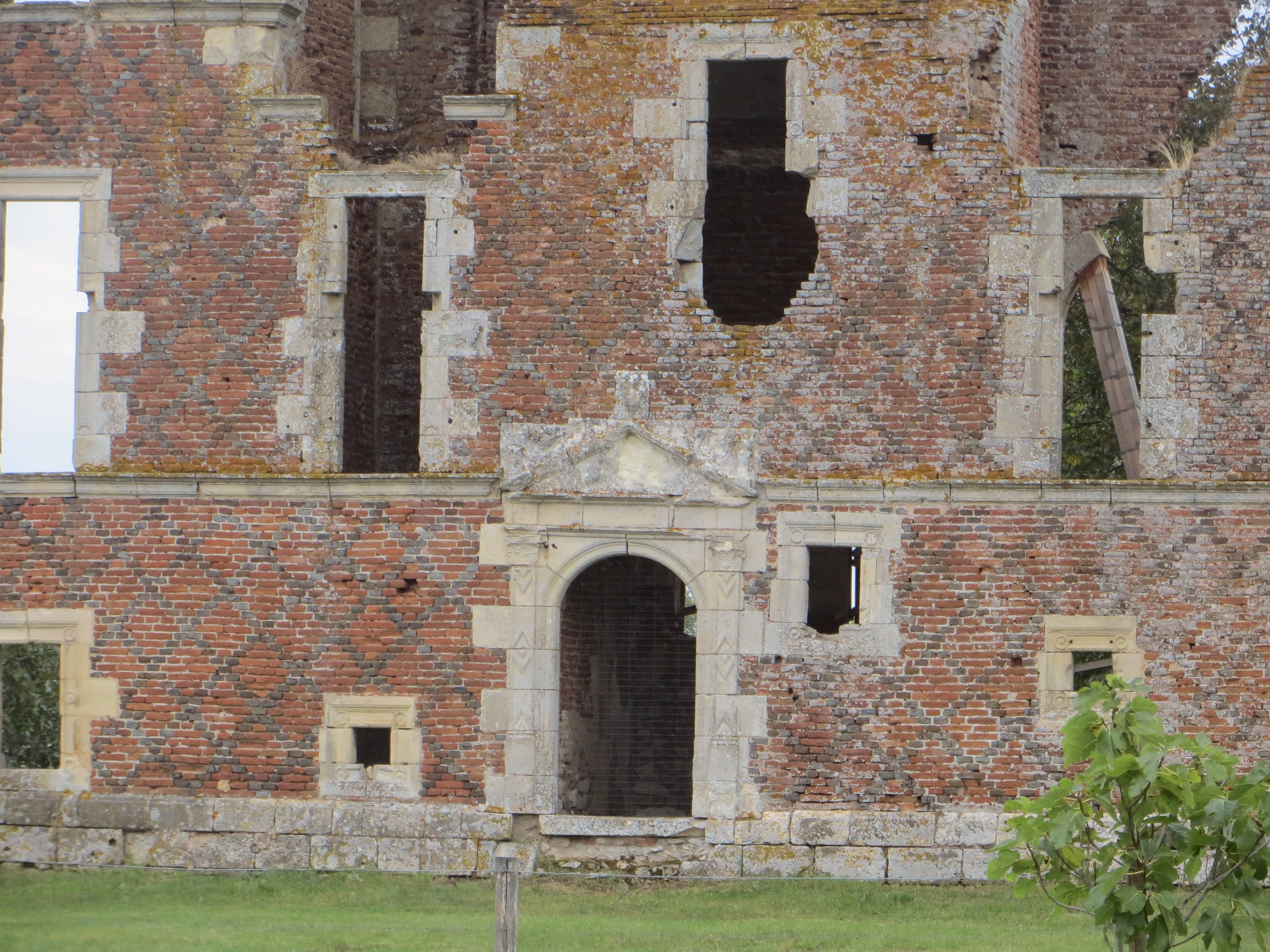
L'entrée.